# Gröndalsbron
Gröndalsbron désigne deux ponts parallèles reliant l'île de Stora Essingen au quartier continental de Gröndal à Stockholm en Suède. 

## Situation
Gröndalsbron fait référence à deux ponts parallèles enjambant levdétroit d'Essingesundet entre Gröndal et Stora Essingen à Stockholm.
Un pont autoroutier fait partie de l'Essingeleden et un pont ferroviaire fait partie du Tvärbanan.
Le pont le plus ancien, inauguré en 1967, forme un tronçon de 460 mètres de l'autoroute Essingeleden, dont 260 mètres constituent le pont lui-même, divisé en trois cadres en béton précontraint de 70, 120 et 70 mètres de longueur. Grâce à plusieurs rampes reliant le pont, sa largeur varie de 38 à 45 mètres, tandis que le dégagement horizontal est de 26 mètres sur l'ensemble de l'ouvrage.
Le deuxième pont, inauguré en 2000, fait partie de la ligne de tramway Tvärbanan et est un pont à poutres-caissons en béton précontraint de 120 mètres de long. Après son inauguration, des fissures de glissement ont été découvertes sur le pont, découverte qui a été dissimulée pendant au moins un an et dont la révélation dans les médias a fait la une des journaux locaux pendant un certain temps. Le pont a depuis été renforcé et est toujours en service.